# Protrombinetijd
De Protrombinetijd (PT) zegt iets over de bloedstolling via de extrinsieke route van de stollingscascade.  De PT is de tijd die het kost om in een reageerbuisje bloed te laten stollen na toevoegen van een activator zoals tromboplastine ofwel weefselfactor. Na het doorlopen van een enzymcascade wordt onoplosbaar fibrine gevormd. Een verlengde PT wijst op een probleem ergens in de extrinsieke route (stollingsfactor VII, V, X of protrombine) van de stollingscascade, maar kan ook een gewenst effect zijn bij bijvoorbeeld het gebruik van anticoagulantia (antistollingsmiddelen) die de werkzaamheid van de stolfactor verminderen zoals coumarine-derivaten acenocoumarol en fenprocoumon). Normaal bedraagt de PT tussen de 11 en 14 seconden, maar deze waarden verschillen per laboratorium en gebruikte bepalingsmethode (met name afhankelijk van de gebruikte weefselfactor).

## Toepassingen
- Onderzoek naar de oorzaak van een verhoogde bloedingsneiging. Naast de PT worden dan ook de geactiveerde partiële tromboplastinetijd (APTT) en het aantal bloedplaatjes bepaald.
- Het controleren van de therapie met antistollingsmiddelen die worden voorgeschreven na een trombose.
- Als maat voor de functie van de lever bij ernstig leverfalen. In de lever vindt de synthese plaats van meerdere stollingsfactoren van de extrinsieke cascade, waardoor bij ernstig leverfalen deze factoren te weinig in het bloed zullen voorkomen met als gevolg een verlengde PT.

## Oorzaken verlengde PT
- Een tekort aan vitamine K. Vitamine K is een onmisbare bouwstof voor de synthese van de vitamine-K afhankelijke stollingsfactoren (factor II,VII,IX en X) in de lever.
- Het gebruik van antistollingsmiddelen.
- Een tekort aan stollingsfactoren door:
  - Een verhoogd gebruik zoals bij diffuse intravasale stolling of door verlies bij een nefrotisch syndroom.
  - Een verminderde aanmaak door leverfalen.
  - Een genetische oorzaak waardoor een te lage concentratie van factoren, bijvoorbeeld factor VII wordt aangemaakt.

## Behandelingsopties
- Een tekort aan vitamine-K afhankelijke stollingsfactoren kan worden gecoupeerd door het intraveneus toedienen van vitamine-K.
- Het toedienen van donor-factoren door middel van een transfusie met donorplasma. Dit is zeer kostbaar en wordt alleen gebruikt vlak voor (acute) operaties of bij diffuse intravasale stolling.
- Bij een genetische oorzaak kan de ontbrekende factor in recombinante vorm worden toegediend.

## International Normalised Ratio (INR)
De INR is een gestandaardiseerde manier om de PT weer te geven. Zoals eerder aangegeven kan de test die gebruikt wordt om de PT te bepalen per laboratorium verschillen, met als gevolg dat de PT onderling moeilijk te vergelijken is. Door de PT via een eenvoudige formule te bewerken kan de INR worden verkregen, welke is gecorrigeerd voor deze onderlinge verschillen:
{\displaystyle INR=\left({\frac {PT_{patient}}{PT_{normaal}}}\right)^{ISI}}
ISI: International Sensitivity Index; Een specifieke waarde voor elke type test gekalibreerd tegen de internationale PT.
Een INR van één is dus de normale situatie, bij gebruik van antistolling zal de INR groter dan één zijn.